# الشدادي

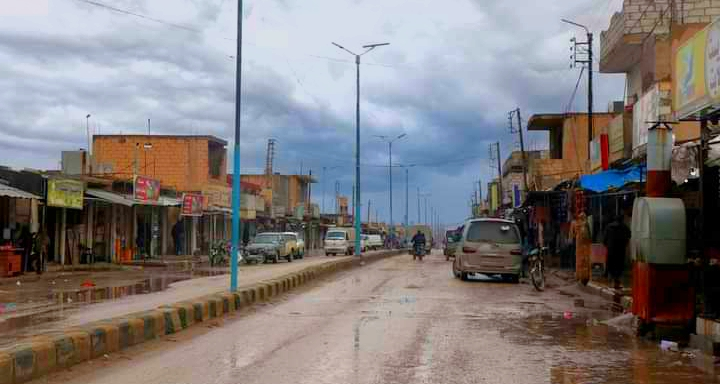
الشدادي

الشدادي  هي مدينة في محافظة الحسكة في شمال شرق سوريا. وهي المركز الإداري لمنطقة الشدادي تقع على بعد 60 كم جنوب مدينة الحسكة قرب الحدود مع العراق، إلى الغرب من الموصل. على الطريق الرئيسي الواصل بين الحسكة ودير الزور.
يمر بجوارها نهر الخابور. تقسم المدينة إلى:
1. الحي الشمالي
2. الحي الجنوبي
3. التوسعية
4. مساكن العمال

## السكان
أغلب سكان المدينة من قبيلة الجبور وقسم من عشيرة العقيدات والفليتا وبعض العشائر العربية الأخرى بنسبب أقل.

## الاقتصاد

الحسكة

يعمل سكان الشدادي بالتجارة كما أن قسم لابأس به يعملون في قطاع النفط في حقول الجبسه للغاز التي تعد من أهم حقول الغاز في سوريا. ويعتمد سكان الشدادي في خضرواتهم على المحافظات الأخرى وبعض القرى المجاورة التي تنتج أنواع محدوده من الخضار.

## وصلات خارجية
- موقع مدينة القامشلي
- شبكة مواقع الحسكة نت